# Garda Albă (Finlanda)

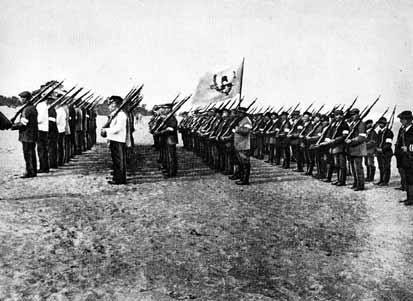
Un detașament al Gǎrzii Albe (1917)

Garda Albă (în finlandeză Suojeluskunta) a fost gruparea paramilitară care a ieșit învingătoare din războiul civil finlandez, reușind să înfrangă forțele Gărzii Roșii.

## Apariție
După greva la nivel național din 1905 și continuul proces de rusificare a Finlandei, a crescut o puternică neîncredere a finlandezilor în guvernului rus. Când începând din 15 februarie 1899, Marele principat a început să-și piardă drepturile de autonomie. Activiștii și democrații constituționiști decid să înființeze o unitate de auto-apărare în întreaga țară. Organizația născutǎ sa ascuns sub masca unei organizații de sport "Uniune Puterii" (în finlandeză Voima-liitto) a fost înființată în 1906. Ea a avut aproximativ 8.000 de membri. Exercițiile de bază au fost tragerea cu luneta și de creștere a rezistenței fizice. Activitatea a putut fi ținutǎ în secret de autorități până în toamna lui 1906. Armele descoperite în timpul căutărilor și corespondența au condus la faptul că, după revolta de Sveaborg, garda a ajuns sub anchetă și a fost interzisǎ de către Senat la 9 noiembrie 1906.
Prin ordonanța guvernatorului-general Nikolai Gerard împotriva liderilor "Uniunii Puterii" a început în instanța de judecată la Turku, care în 1908 a dat achitare: "Uniuna Puterii", este o organizație sportivǎ, a cărei principală sarcină este - de a proteja societatea.